# Ca' di Gallo
Ca' di Gallo (Casa di Gallo) è una frazione del comune di Fiumalbo, in provincia di Modena.
Piccolo borgo posto all'interno del parco del Frignano, si trova nel cuore dell'Appennino Tosco-Emiliano nella valle delle Tagliole. È situato ad un'altezza di 1.161 m s.l.m., nel verde. Circondato da imponenti cime montuose (Monte Giovo 1991 m, Monte Rondinaio 1964 m, Alpe Tre Potenze 1940 m, Monte Nuda 1895 m, Balzo delle Rose 1739 m, Monte Modino 1557 m) è meta per appassionati di sci alpinismo, trekking, mountain bike e la natura in generale.
Nato come un borgo dedito all'agricoltura e alla pastorizia, da alcuni anni vive prevalentemente di turismo, invernale ed estivo. Tipiche del borgo sono le costruzioni che presentano coperture in lastre di pietra arenaria.
Il borgo è facilmente raggiungibile in auto dall'Abetone, da Fiumalbo e da Pievepelago.